# Atypophthalmus andringitrae
Atypophthalmus (Atypophthalmus) andringitrae – gatunek muchówki z rodziny Limoniidae i podrodziny Limoniinae.

## Taksonomia
Gatunek ten został opisany w 1965 roku przez Charlesa P. Alexandera jako Limonia (Atypophthalmus) andringitrae na podstawie okazu odłowionego w 1958 roku przez Stuckenberga.

## Opis
Ciało samca długości 6,5 mm ze skrzydłami 7 mm długimi i czułkami długości 1,6 mm. Głowa o żółtym rostrum i wąskiej przedniej części ciemienia. Tułów żółty z ciemnym, słabym wzorem na preskutum i płatkach skutum oraz brązowym pasem na pleurytach. Odnóża brązowawożółte z żółtymi biodrami i krętarzami, a ciemniejszymi stopami. Skrzydła jednolicie jasnożółte z wyjątkiem jasnobrązowej przetchlinki prawie okrągłego kształtu. Subcosta stosunkowo krótka. Hypopygium samca o złożonej strukturze, zwłaszcza bazistylu, dististylu i proktigeru. Tergit dziewiąty odwłoka o tylnej krawędzi nieco wklęśniętej.

## Rozprzestrzenienie
Gatunek endemiczny dla Madagaskaru, znany wyłącznie z masywu Andringitry.